# Cirque de Pyongyang
Le cirque de Pyongyang a été fondé le 10 avril 1952. il s'appelait alors « cirque d'État de Pyongyang, » avant d'adopter son nom actuel. 

## Histoire
La troupe du cirque de Pyongyang compte trente-trois artistes, formés pendant neuf ans à l'école acrobatique de Pyongyang également créée en 1952. La sélection commence dès l'âge de sept ou huit ans, suivant les capacités physiques des enfants qui reçoivent également une formation généraliste.
Reconnu au niveau international, le cirque de Pyongyang a reçu à plusieurs reprises le clown d'or au festival de Monte-Carlo, notamment en janvier 2005 pour les « Flying Girls du Cirque d’État de Pyongyang (Corée du Nord), porteuses de la longue tradition du trapèze volant coréen ». En décembre 2007, le numéro de trapézistes « Diverse Flight » a reçu le lion d'or au onzième festival international des jeux acrobatiques de Wuqiao.
Le cirque représente l'une des activités culturelles les plus populaires en Corée du Nord : le premier cirque de Pyongyang, qui compte 3 000 places, affiche complet chaque soir et renouvelle son programme chaque semaine. Censé assurer le rayonnement international de la Corée du Nord et s'imposer aussi comme une valeur d'exportation, il est depuis la fin des années 1980 un enjeu politique majeur.
Les troupes de cirque en Corée du Nord sont principalement humaines. Les traditions coréennes d'excellence dans le domaine de la gymnastique sont à la base d'autres spectacles traditionnels coréens, notamment les spectacles de masse du festival Arirang. 